# Харисбург (Илиноис)
Харисбург (енгл. Harrisburg) град је у америчкој савезној држави Илиноис. По попису становништва из 2010. у њему је живело 9.017 становника.

## Демографија
Према попису становништва из 2010. у граду је живело 9.017 становника, што је 843 (8,5%) становника мање него 2000. године.
| Група             | 2000.         | 2010.         |
| Белци             | 8.868 (89,9%) | 7.887 (87,5%) |
| Афроамериканци    | 683 (6,9%)    | 589 (6,5%)    |
| Азијати           | 35 (0,4%)     | 74 (0,8%)     |
| Хиспаноамериканци | 144 (1,5%)    | 209 (2,3%)    |
| Укупно            | 9.860         | 9.017         |